# Gostović
Gostović is een plaats in de gemeente Vrbovec in de Kroatische provincie Zagreb. De plaats telt 152 inwoners (2001).